# دهستان درگزین علیا
دهستان درگزین علیا، یکی از دهستان‌های بخش شاهنجرین شهرستان درگزین در استان همدان ایران است. مرکز این دهستان، روستای شوند است.

## جمعیت
بر پایه سرشماری عمومی نفوس و مسکن در سال ۱۳۹۵، جمعیت دهستان درگزین علیا برابر با ۴٬۵۳۹ نفر بوده‌است.